# Artibeus lituratus
Artibeus lituratus es una especie de murciélago de la familia Phyllostomidae originaria de Sur y Centroamérica. 
Es encontrado desde México a Brasil y Argentina, así como también en Barbados, Grenada, Martinica, Santa Lucía, San Vicente y las Granadinas y en Trinidad y Tobago. 